# Pat Carroll
Patricia Ann "Pat" Carroll (Louisiana, 5 de maio de 1927 – Cabo Cod, 30 de julho de 2022) foi uma atriz norte-americana. Recebeu indicações aos prêmios Emmy, Drama Desk e Grammy Awards.

## Morte
Carroll morreu em 30 de julho de 2022, aos 95 anos de idade, em sua casa no Cabo Cod devido a uma pneumonia.

## Filmografia
| Ano  | Título                                                      | Personagem    |
| ---- | ----------------------------------------------------------- | ------------- |
| 1968 | With Six You Get Eggroll                                    | Maxine Scott  |
| 1988 | Meu Amigo Totoro                                            | Nanny (Voz)   |
| 1989 | A Pequena Sereia                                            | Ursula (Voz)  |
| 1996 | The Royale                                                  | Mildred Wak   |
| 2000 | The Little Mermaid II: Return to the Sea                    | Morgana (Voz) |
| 2000 | Songcather                                                  | Viney Butley  |
| 2001 | Mickey's Magical Christmas: Snowed in at the House of Mouse | Ursula(Voz)   |
| 2002 | Mickey's House of Villains                                  | Ursula (Voz)  |
| 2007 | Freedom Writers                                             | Miep Gies     |

## Televisão
| Ano       | Título                   | Personagem                                                | Nota         |
| --------- | ------------------------ | --------------------------------------------------------- | ------------ |
| 1952-1953 | The Red Buttons Show     |                                                           |              |
| 1953-1955 | The Pepsi-Cola Playhouse |                                                           |              |
| 1954      | Studio 57                | Sue                                                       |              |
| 1954-1957 | Caesar's Hours           | Alice Brewster                                            |              |
| 1961-1964 | The Danny Thomas Show    | Bunny Halper                                              | 42 episódios |
| 1962-1970 | The Red Skelton Show     | Clara Appleby                                             | 8 episódios  |
| 1971-1972 | Getting Together         | Rita Simon                                                | 14 episódios |
| 1986      | Galaxy High School       | Mrs. Middy McBrian                                        | 13 episódios |
| 1986-1987 | Too Close for Comfort    | Mrs. Hope Stinson                                         | 20 episódios |
| 1986-1987 | Cãezinhos do Canil       | Katrina Stoneheart / Katrina Stoneheart(Queen Lies-a-Lot) | 26 episódios |
| 1987-1989 | She's The Sheriff        | Gusie Holt                                                | 45 episódios |
| 2005      | ER                       | Rebecca Chadwick                                          | 3 episódios  |
| 2014      | BFFs                     | Joan                                                      | 1 episódio   |